# ربکا توبین
ربکا توبین (انگلیسی: Rebecca Tobin؛ زادهٔ ۲۱ آوریل ۱۹۸۸) بازیکن بسکتبال اهل ایالات متحده آمریکا است.